# Arvid Lindman
Salomon Arvid Achates Lindman (født 19. september 1862, død 9. december 1936 i Croydon Airport, England) var en svensk industrimand, søofficer og konservativ politiker, der var Sveriges statsminister fra 1906 til 1911 og igen fra 1928 til 1930. 
Han var leder for partiet Allmänna valmansförbundet fra 1912 til 1935 og for partiet Lantmanna- och borgarpartiet fra 1913 til 1935.

## Biografi
Lindman var oprindelig søofficer og fra 1909 kontreadmiral i flådens reserve. På grund af sin udprægede praktiske begavelse blev Lindman hurtigt involveret i forrretningslivet og efterfulgte i 1892 sin fader som disponent for Iggesunds bruk, hvis leder han var til i 1903, samtidig med at han gjorde betydelige indsatser på forskellige andre områder inden for svensk industri. Godt trænet i kommunale og politiske hverv, blandt andet som medlem af Gävleborgs läns landsting i 1892—1905, indvalgtes Lindman i 1904 i Første Kammer som Repræsentant for sit Amts protektionistiske Højrekredse og kaldtes allerede det følgende år til Statsråd og Chef for Søforsvarsdepartementet i det Lundebergske Ministerium. Såvel dette som det følgende første Ståffske Venstreministerium blev af kort varighed, og i slutningen af Maj 1906 trådte Lindman som statsminister i spidsen for en ny regering, dannet på programmet alm. valgret med proportionale valg til begge Kamre. Fra liberal side gjordes ved Rigsdagen 1907 en del betydningsfulde kompletteringer til et af Lindmans på grundlag heraf fremlagt forslag, men med sin praktiske sans og tilpasningsevne indså Lindman deres nødvendighed, hvorefter kompromisforslaget af begge Kamre antoges, og Lindman kunde glæde sig ved at det var lykkedes ham foreløbig at afskrive fra dagsordenen et spørgsmål, som havde voldt megen oprivende strid. Det af det Ståffske Ministerium påbegyndte reformarbejde fortsattes med ikke mindre kraft under Lindmans Højreministerium; en administrativ højesteret, regeringsretten, oprettedes, ny Bank-, Forpagtnings- og Huslejelove besluttedes, store bevillinger til jernbane- og elektriske kraftanlægninger ansloges, og en overenskomst, hvorved Lindmans personlige indsats var betydelig, blev truffet om de laplandske malmfelter, som sikrede den svenske stat mod deres eksploitering af udlændinge, m.m. De vigtigste udenrigspolitiske afgørelser var Grisebådakonfliktens Løsning gennem voldgiftsdom og Sveriges medunderskrift af Østersøaftalen 1908. Siden 1910 den for udarbejdelse af en samlet Plan for Rigets Forsvar nedsatte komité havde afgivet sin betænkning, blev forsvarsspørgsmålet det afgjort dominerende. Det lykkedes det Lindmanske Ministerium gennem "gemensam votering" i Rigsdagen at gennemføre forslaget om bygningen af en større panserbåd af den såkaldte F-Type, men ved valgene i 1911, da de nye valgretsbestemmelser for første gang skulde anvendes, gik valgerne Regeringen imod og Ministeriet trådte tilbage.
Ved de nærmest følgende Rigsdage, da på ny et Venstreministerium ledede Landets Skæbne, stod Lindman som oppositionens ubetinget første mand; som ordfører for andet Kammers "lantmanna- och borgarparti" og som første navn på de motioner i forskellige anliggender, som fremførtes af højregrupperne, kæmpede han i tale og på skrift med lysende energi og stridbarhed for højres anskuelser. Under et halvår tilhørte Lindman på ny Regeringen, idet han nemlig i det Swartzske Ministerium i 1917 fungerede som udenrigsminister. Han virkede i denne stilling for fortsat opretholdelse af den af den Hammarskjöldske regering inaugurerede Neutralitetspolitik, og det lykkedes ham med de krigsførende magter at træffe partielle opgørelser, hvorved Sverige tilforsikredes import af ikke ubetydelige mængder nødvendighedsartikler. I Forbindelse med den såkaldte Luxburg-Affære blev Lindman udsat for stærke angreb for utilbørligt hensyntagen til tyske interesser. I oktober 1917 afgik ministeriet, og Lindman vendte tilbage til sin vidtløftige private virksomhed som ordfører i forskellige af Sveriges Bank- og Industriforetagender. Han fortsatte også som Ordfører i "Allm. valmansförbundet" og leder af rigsdagens Andetkammerhøjre at være en af centralfigurerne i svensk højrepolitik, og gennem sin arbejdsevne og energi, sin dygtighed som debattør og sine stærkt realpolitiske evner har han kunnet gøre sit parti store tjenester. Efter at Højre ved valgene til 2. Kammer i 1928 havde fået fremgang, dannede Lindman Ministerium. På hans 60-års fødselsdag i 1922 stiftedes "Arvid Lindmans 60-Aarsfond", hvis Formål er "i det svenske Folk at udbrede Kendskab til svensk Næringsliv, og dets Forudsætninger, ligesom også Indsigt i Betingelserne for et Folks Velstand og for økonomisk Fremskridt i Almindelighed". Hans Valgtaler o. a. politiske foredrag fra senere år er samlet i bl.a. "Mot socialism och klassvälde" (1920) og "Ekonomi och politik" (1921).